# Філіпи (Венґровський повіт)
Філіпи (пол. Filipy) — село в Польщі, у гміні Вежбно Венґровського повіту Мазовецького воєводства.
Населення — 44 особи (2011).
У 1975—1998 роках село належало до Седлецького воєводства.

## Демографія
Демографічна структура станом на 31 березня 2011 року:
|          | Загалом | Допрацездатний вік | Працездатний вік | Постпрацездатний вік |
| -------- | ------- | ------------------ | ---------------- | -------------------- |
| Чоловіки | 21      | 2                  | 12               | 7                    |
| Жінки    | 23      | 3                  | 10               | 10                   |
| Разом    | 44      | 5                  | 22               | 17                   |